# Meet Me in Stockholm
Meet Me in Stockholm är en rock-countrylåt från 1983 skriven av Doug Sahm, framförd av Doug Sahm på sitt album Midnight Sun under 1984. Låten sålde platina. En cover med svenskspråkig text av Björn Raita ("Red Jenkins") släpptes av Tonix 1983 under titeln "Möt mej i Stockholm". 2012 släpptes en cover av svenska versionen av Bengt Hennings och 2013 av Framed Den engelska versionen släppte Wanda Jackson en cover på under 1985.